# Отрадное (станция, Ленинградская область)
Отра́дное — железнодорожная станция (в 1999—2007 — платформа) Приозерского направления в Приозерском районе Ленинградской области. При станции находится одноименный посёлок.
Станция находится на берегу озера Отрадное, между платформой Суходолье и станцией Мюллюпельто. Электрифицирована в 1975 году в составе участка Сосново — Приозерск.
На станции останавливаются все пригородные электропоезда, кроме скорых электропоездов Санкт-Петербург — Кузнечное. Ранее на станции имел остановку и пассажирский поезд № 349/350 Санкт-Петербург — Костомукша.

## Описание
На станции 3 пути. Между первым и вторым путём расположена островная платформа. Первый путь от вокзала используется в основном для разъезда электропоездов, второй (главный) — всеми поездами, третий, как правило, для разъезда грузовых поездов.
Ранее на станции было ещё два пути: насыпь четвёртого сохранилась, насыпь пятого теряется в траве. Четвёртый путь имел протяжённость во всю станцию, а пятый имел длину в полстанции. Кроме этих путей, существовал подъездной путь к песчаному карьеру (закрыт в конце 1980-х в связи с иссяканием запасов песка), начинавшийся из северной горловины станции. В той же горловине находятся останки грузового устройства — станция ранее выполняла работы по выгрузке грузов.
Здание вокзала, расположенное с западной стороны станции, закрыто, и используется как жилой дом. Билетные кассы отсутствуют.
От станции Отрадное, в сторону Приозерска, начинается крутой подъём длиной 2 километра.
Из-за экономического кризиса 1998 года станция была закрыта (в 1999 году). Вскоре после этого возникли трудности с пропуском поездов — получившийся перегон Громово — Мюллюпельто был длиной в 22 километра. В 2007 году станция была вновь открыта. Ныне она используется исключительно в качестве разъезда.

## Фотогалерея

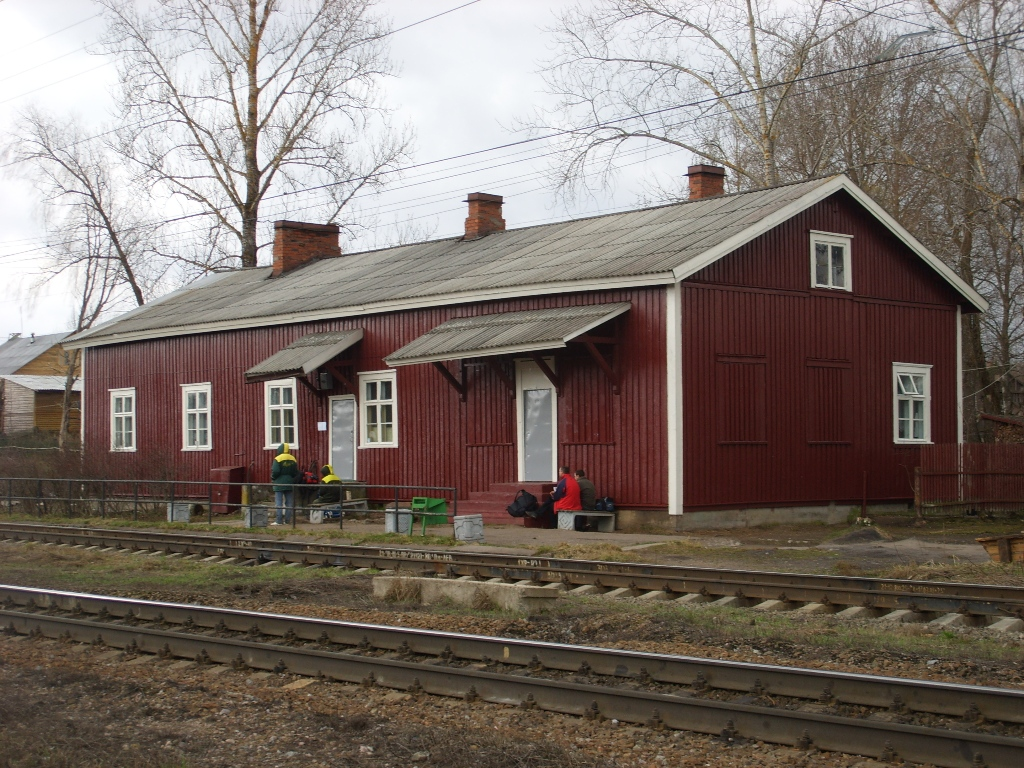
Здание вокзала
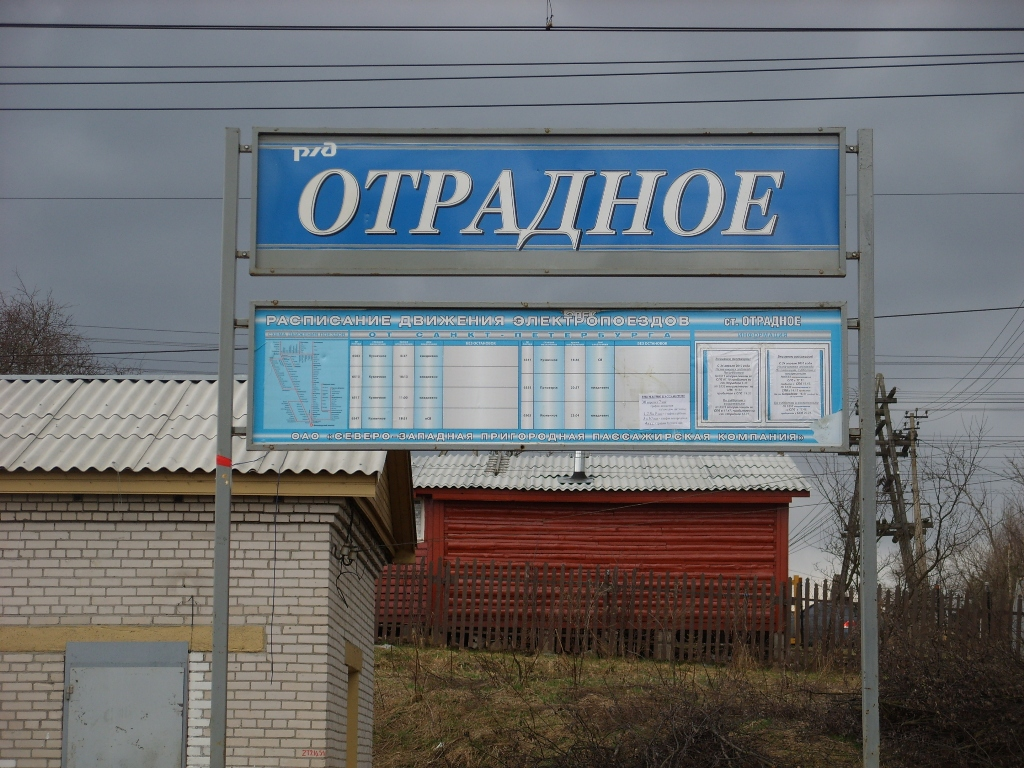
Новый указатель с названием станции
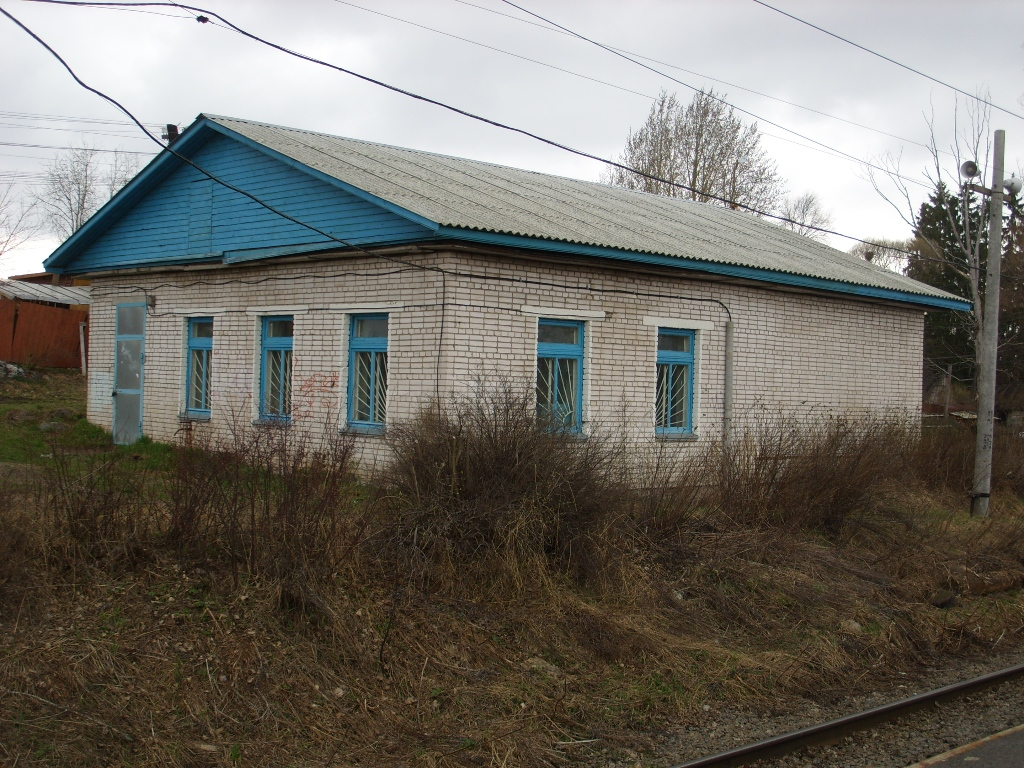
Здание диспетчерской службы
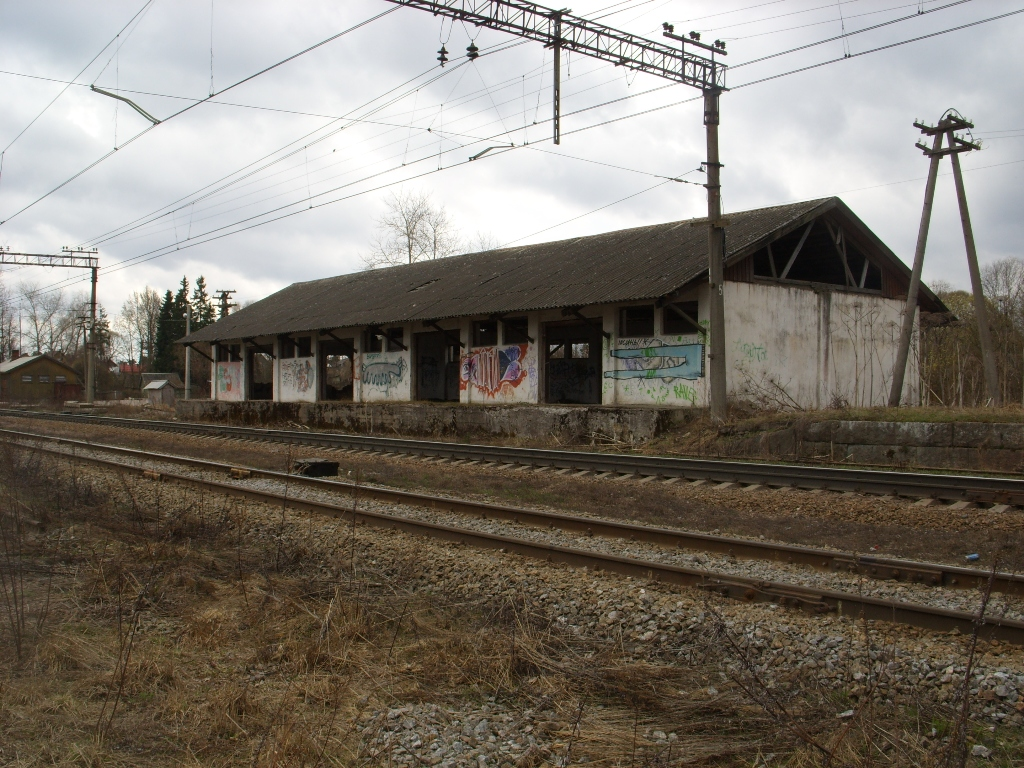
Останки грузового устройства
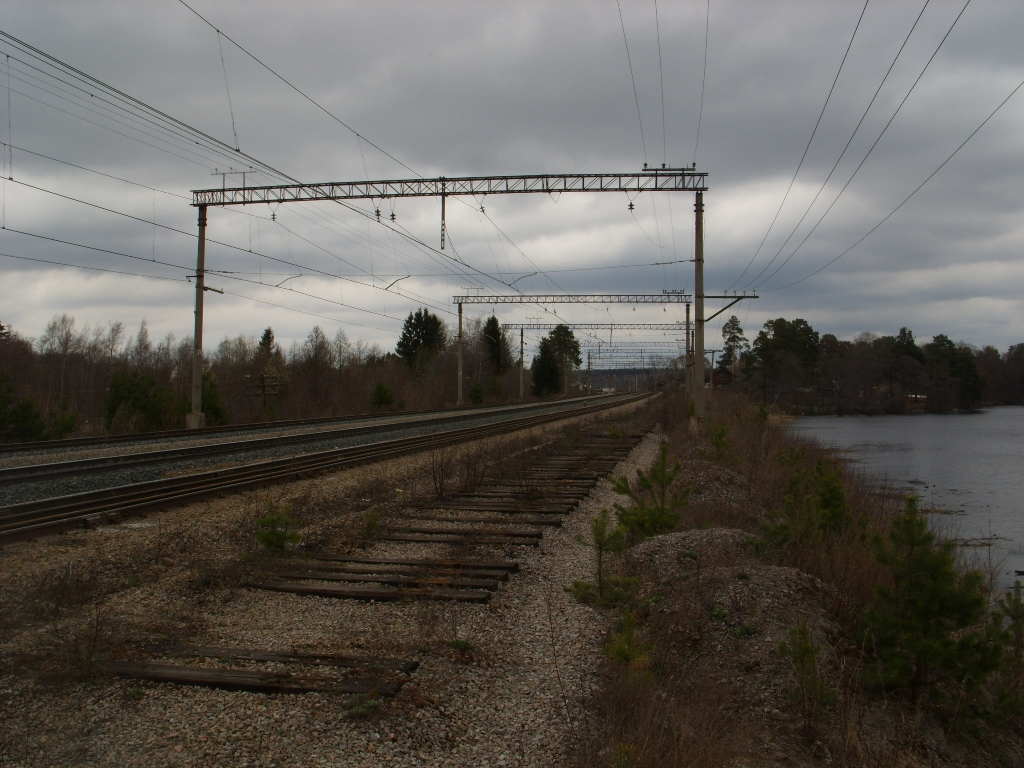
Насыпь и шпалы разобранного четвёртого пути
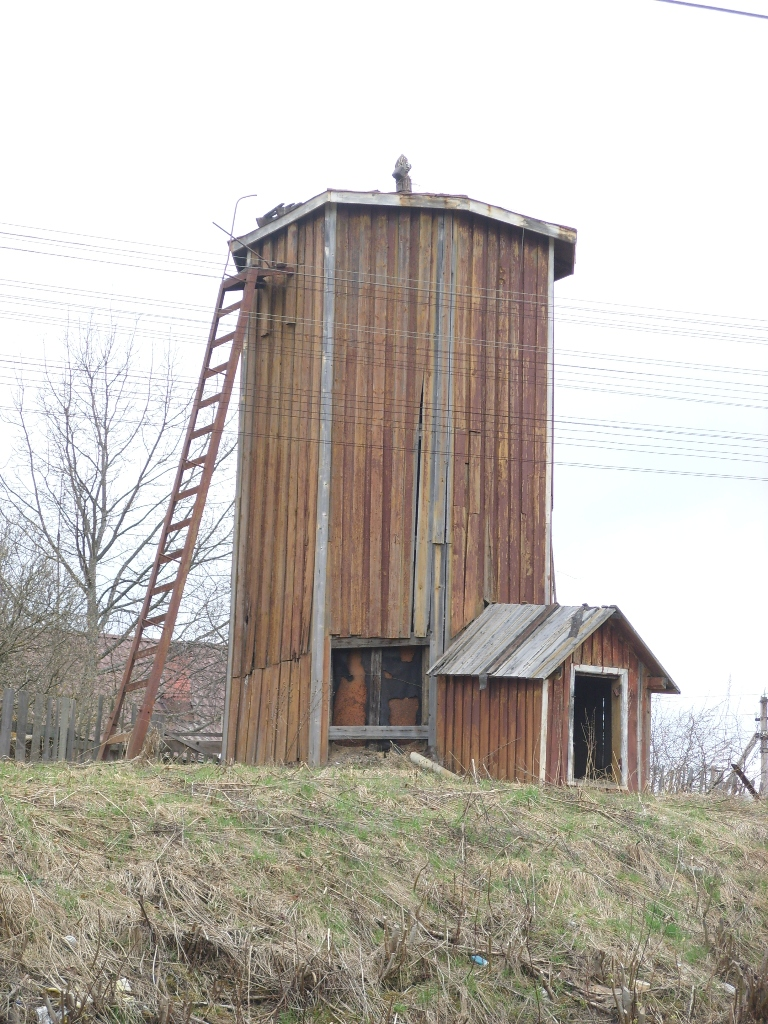
Водонапорная башня